# GoPro

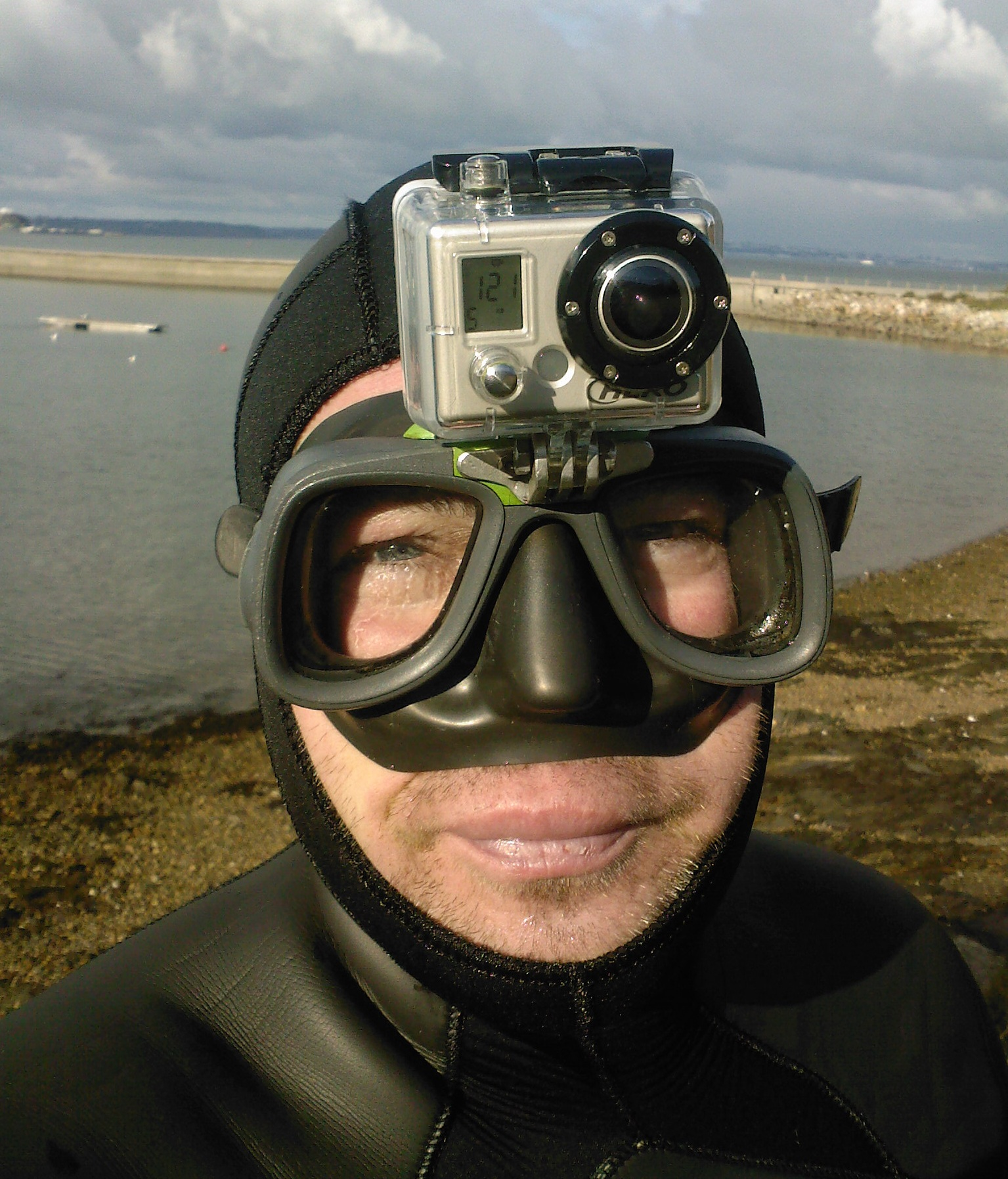
潛水員將GoPro裝置於面鏡之上

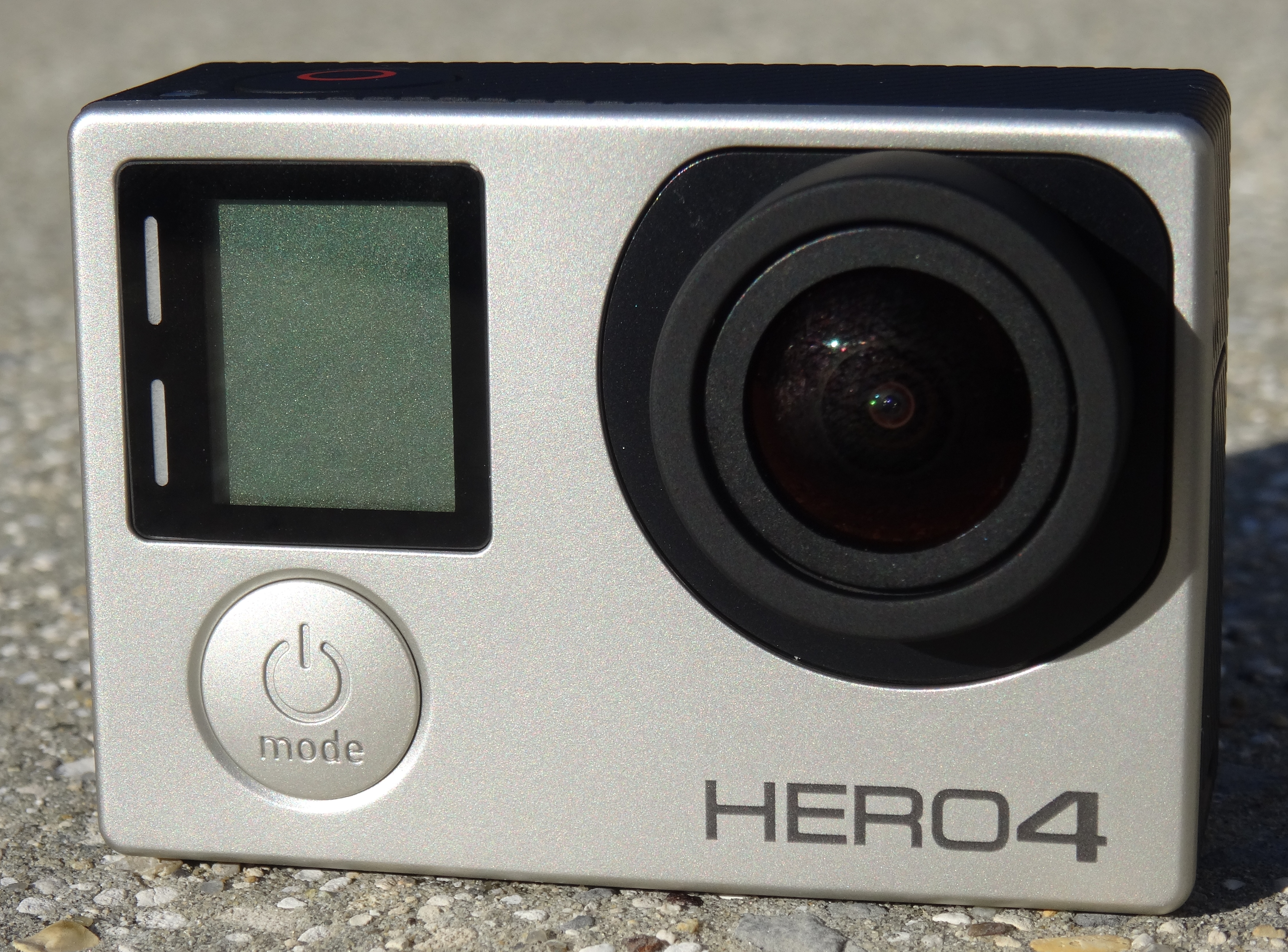
GoPro Hero 4 Silver Edition

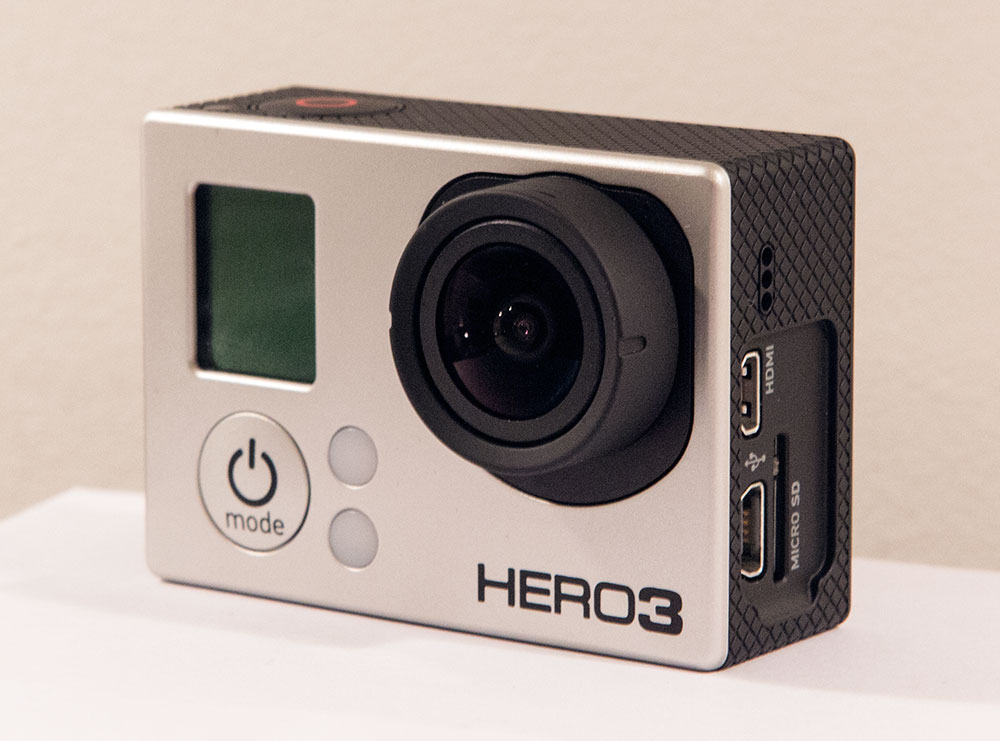
GoPro Hero 3 Black Edition

GoPro公司（風格化作GoPRO，前稱：伍德曼實驗室），是總部位於美國加利福尼亞州聖馬刁（近三藩市）的科技公司，2002年由尼克‧伍德曼創立，專門研製及生產供極限運動使用的高畫質錄影器材運動相機，並有豐富的配件組合生態。同時曾經也開發過無人機、行動應用程式（Moblie App）及視頻剪輯軟體。

## 簡史
美國人尼克·伍德曼2002年到澳洲冲浪。他發覺當時市面普遍缺乏優質但價格實惠的器材，供他邊冲浪邊攝影。回國後開始籌集資金，最初頗為拮据，試過當流動小販，在自己福士貨車上售賣20美元一條的珠子和貝殼腰帶，後來得到父母20萬美元的資助，正式創業。2004年，經過兩年的研究，他終於賣出第一部相機。
2004年，該公司出售了第一台使用35毫米膠片的相機系統。後來又推出了數碼相機和攝像機。截至2014年，可提供寬170度鏡頭的固定鏡頭高清攝像機；兩個或多個可以配對創建360視訊。
2014年，他聘請了微軟前高層托尼·貝茨當他的行政總裁，協助公司企業化。
2014年6月4日，該公司宣布任命前微軟行長托尼·貝茨為總裁直接向伍德曼報告。
在2016年1月，GoPro與Periscope合作進行現場直播。
在2015年僱員人數增加了500多人後，該公司在第四季度的銷售額疲弱，在2016年1月份削減了約7%員工（100名）。
在2014年的股价顶峰时，GoPro每股达86美元，但到2016年11月，股价已降至12美元。
2016 年 2 月 29 日，GoPro 斥资 1.05 亿美元收购了两家初创公司——Stupeflix 和 Vemory——用于他们的视频编辑工具 Replay 和 Splice。
2016年11月，公司宣布正在裁減约200名員工（员工总数的15%）以降低成本，现任總裁托尼·貝茨也將在年底离职。
2018年1月，公司再度裁撤约200至300名员工。
2020 年 3 月，GoPro 收购了稳定软件公司 ReelSteady。

### 收購及上市
2011年3月30日，GoPro收購了CineForm，並獲得了CineForm 444視訊編解碼器的擁有及使用權。該解碼器曾經在電影《一百萬零一夜》中使用，可以在不犧牲影像質素的情況下，加快高清及三維影像處理。收購過後，此技術被應用於HERO相機之中。
2014年，GoPro首次公開募股，售出17.8百萬股公司股份，每股作價24美元，成功集資4.272億美元，在納斯達克上市，股票編號：GPRO，上市當天公司淨值29.5億美元。

## 實體產品

### HERO相機
第一代的HERO相機於2004年9月在聖地亞哥極限運動零售商貿易展中面世，該相機依然使用35毫米胶片，首年的營業額為15萬美元。2006年，公司推出第一部數碼相機，具備10秒的錄像功能，當年的營業額上升至80萬美元，翌年再上升四倍，至340萬美元。2013年推出的Hero3+已經升格至16比9制式，支援4K解像度，可拍攝一千二百萬像素的照片。2014年推出新一代旗艦型運動相機GoPro Hero 4 Black，擁有更強大的動態錄影功能。支援30fps的4K動態錄影，並能截取到830萬畫素的靜態畫面，而2.7K及1080p時也能分別達到50fps、120fps的影格率。靜態攝影的部分，在高速連拍的模式下可實現1200萬畫素30張每秒的捕攝力。GoProHero 4 Black相機的操作介面亦有所改良，方便使用者能更直觀快速的操作相機功能。

### KARMA无人机与KARMA手柄

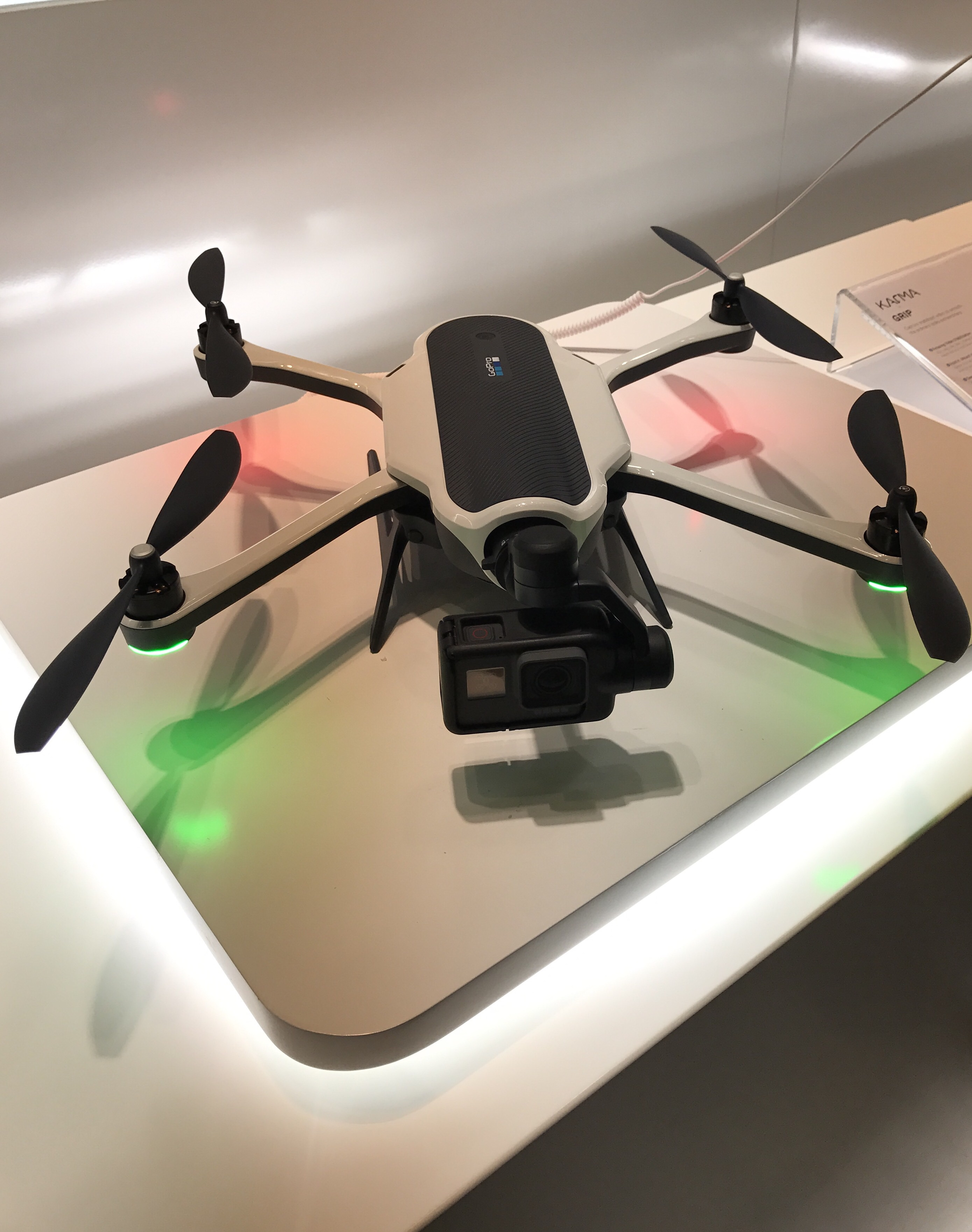
GoPro无人机 Karma

GoPro Karma是其消费级无人机产品，于2016年9月推出，并在2018年1月宣告停产。
2016年9月，Karma无人机与手柄产品，与新款的 GoPro Hero5 Black 一同公布，可相互协作。其与大疆公司的Mavic Pro为同一时期发布，且价格定位类似，存在竞争关系；但在稍后的11月，无人机产品被发现存在使用中断电问题而被召回，并影响估计大幅下跌。在错过圣诞节档期后，于2017年2月重新上架。
由于长期低靡的市场表现，GoPro在2018年初进行了约200～300人规模的裁员，大部分集中在Karma部门。
Karma的本意为业，来源于印度宗教。

### GoPro Fusion 全景相机
Fusion是GoPro于2017年11月发布的全景相机产品，可以记录360°{\displaystyle \times }180°范围的全景图。采用了类似该系列先驱理光THETA产品一样的双镜头一体式设计，但两枚镜头并不对称，且整体更加庞大，提供了5.2K视频记录能力。
GoPro在之前的2015与2016年，分别推出GoPro Odyssey与GoPro Omni的全天球视频记录方案，但一体式设计的Fusion姗姗来迟，且在2017年中发布后，延期到11月才开始零星发货。因為需求太少，所以已經停產。

### GoPro MAX 全景相机
MAX 全景相機是繼GoPro Fusion 全景相机的新一代全景相機，在2019年10月發布，和上一代一樣，兩顆魚眼鏡頭可以记录360°{\displaystyle \times }180°范围的全景图，並做了可觸摸的屏幕，這是一項創新設計，配合GoPro Quik app 可以自由的改變角度。目前他已經停產了。

### 附件
GoPro也提供用于自己相机的附件产品，例如相机特色的三插接口（3-way mount），绑带与固定座等。
| 產品                | 上市時間   | 狀態   | 備註                                                                                               |
| ------------------- | ---------- | ------ | -------------------------------------------------------------------------------------------------- |
| GoPro HD Hero       | 2010年6月  | 停產   | 這是GoPro的第一款運動相機，設計簡單且耐用，並且具備防水功能。                                      |
| GoPro HD Hero2      | 2011年10月 | 停產   | 改進了影像質量和更高的解析度，並加入了更多的專業功能。                                             |
| GoPro Hero3         | 2012年10月 | 停產   | 提供了更小巧的設計、更高的影像質量（最大支持4K視頻錄製），並且增強了無線功能。                     |
| GoPro Hero3+        | 2013年10月 | 停產   | 在原來的HERO3基礎上進行了優化，增加了更長的電池續航和更好的影像穩定性。                            |
| GoPro Hero 4        | 2014年10月 | 停產   | 提供了更高的影像解析度（最高支持4K@30fps），並加入了新的音頻和無線功能。                           |
| GoPro Hero4 Session | 2015年7月  | 停產   | 款相機較小巧、簡單，沒有屏幕，專為輕便型使用者設計。                                               |
| GoPro Hero5         | 2016年10月 | 停產   | ERO5 Black加入了觸控屏、語音控制、防水功能等新特性。                                               |
| GoPro Hero5 Session | 2016年10月 | 停產   | HERO5 Session延續了較小的設計。                                                                    |
| GoPro Hero6         | 2017年9月  | 停產   | 主要提升了影像穩定性和4K錄影的性能，並搭載了更強的處理器。                                         |
| GoPro Hero7         | 2018年9月  | 停產   | HERO7系列引入了HyperSmooth電子穩定技術，並改善了防抖效果和拍攝質量。                               |
| GoPro Hero 7 Silver | 2018年9月  | 停產   | HERO7 Silver較HERO7 Black少了HyperSmooth穩定技術、4K60fps錄影和其他專業功能。                      |
| GoPro Hero8         | 2019年10月 | 停產   | 加強了內建穩定器，並引入了可更換的配件模組，使其更加多功能。                                       |
| GoPro Hero9         | 2020年9月  | 停產   | 新增了20MP照片、5K錄影支持以及前置顯示屏，並強化了穩定性和續航。                                   |
| GoPro Hero10        | 2021年9月  | 停產   | 配備了全新處理器，支持更高的影像質量和更流暢的錄影（最高可達5.3K@60fps）。                         |
| GoPro Hero11        | 2022年9月  | 生產中 | 改進了影像質量，增強了穩定性，並支持11倍的動態範圍，搭載了新型的影像處理器。                       |
| GoPro Hero11 mini   | 2022年9月  | 生產中 | HERO11 Mini是更小巧的HERO11版本，保留強大性能。                                                    |
| GoPro Hero12        | 2023年9月  | 生產中 | 帶來了更強的影像處理和穩定技術，並進一步提升了電池續航，並強化了對4K和8K視頻的支持。               |
| GoPro Hero13        | 2024年9月  | 生產中 | HERO13 Black配備可更換鏡頭、增強的電池續航和10-bit G-Log錄影，提供更高的影像質量和靈活的拍攝選項。 |
| GoPro Hero          | 2024年9月  | 生產中 | |
| GoPro Fusion        | 2017年9月  | 停產   | GoPro Fusion是一款360度相機，支持5.2K視頻錄製，能夠捕捉全方位影像，適合全景攝影愛好者。            |
| GoPro MAX           | 2019年10月 | 生產中 | GoPro MAX是GoPro的360度相機，提供更強的穩定性、易用性，並支持雙向視頻拍攝，適合創作者和冒險家。    |
| GoPro Karma         | 2016年9月  | 停產   | 是一款配備穩定器的無人機，專為搭載GoPro相機進行航拍而設計，但因質量問題最終於2018年停產。          |

## 軟體產品

### 视频编辑
GoPro公司也提供GoPro Studio，一款简单的视频编辑软件。随Hero5世代相机的推出，也开始提供GoPro Quik的app程序。